# Championnat de la CONCACAF des moins de 20 ans 2022
Navigation
Championnat CONCACAF 2018 Championnat CONCACAF 2024
Le Championnat de la CONCACAF des moins de 20 ans 2022, vingt-huitième édition du Championnat d'Amérique du Nord, centrale et Caraïbe de football des moins de 20 ans, réunit vingt sélections de football d'Amérique du Nord, d'Amérique centrale et des Caraïbes affiliées à la CONCACAF. La compétition se déroule à San Pedro Sula et Tegucigalpa, au Honduras du 18 juin au 3 juillet 2022.
Cette édition marque le retour d'un tournoi qualificatif tenu en République dominicaine du 5 au 13 novembre 2021 pour les dix-huit moins bonnes sélections de la région tandis que sept pays ne sont pas représentés.
La compétition sert aussi de phase qualificative pour quatre équipes pour la Coupe du monde des moins de 20 ans 2023, tenue en Indonésie du 20 mai au 11 juin 2023. Les États-Unis remportent leur troisième titre en battant la République dominicaine, révélation surprise de la compétition, en finale. En plus de ces deux équipes, le Guatemala et le Honduras sont également qualifiés pour la Coupe du monde des moins de 20 ans 2023.
Avec la fin de la tenue du tournoi pré-olympique de la CONCACAF, c'est le championnat de la CONCACAF des moins de 20 ans qui détermine les sélections qualifiées pour les Jeux olympiques de 2024, les finalistes accédant au tournoi en France.
Par ailleurs, la meilleure sélection de chaque région géographique est qualifiée pour les Jeux panaméricains de 2023 au Chili, à savoir la République dominicaine pour la Caraïbe, le Honduras pour l'Amérique centrale et le Mexique pour l'Amérique du Nord, en plus des États-Unis en tant que champions.

## Villes et stades
Le 24 février 2022, le Honduras est désigné responsable pour la tenue du championnat, San Pedro Sula et Tegucigalpa accueillant toutes les rencontres de la compétition. 
Pendant la compétition, le stade Yankel-Rosenthal est également utilisé comme site provisoire en raison d'un mauvais état de la pelouse du stade Francisco-Morazán causés par de très fortes pluies à San Pedro Sula.
| San Pedro Sula                                   | \| San Pedro Sula Tegucigalpa \| | Tegucigalpa                             |
| ------------------------------------------------ | -------------------------------- | --------------------------------------- |
| Estadio Olímpico Metropolitano Capacité : 37 325 | \| San Pedro Sula Tegucigalpa \| | Stade national Capacité : 34 000        |
|                                                  | \| San Pedro Sula Tegucigalpa \| |                                         |
| San Pedro Sula                                   | \| San Pedro Sula Tegucigalpa \| | San Pedro Sula                          |
| Stade Francisco-Morazán Capacité : 18 000        | \| San Pedro Sula Tegucigalpa \| | Stade Yankel-Rosenthal Capacité : 5 500 |
|                                                  | \| San Pedro Sula Tegucigalpa \| |                                         |
| San Pedro Sula Tegucigalpa                       | \| San Pedro Sula Tegucigalpa \| |                                         |

## Nations participantes
Pour déterminer les sélections participant aux éliminatoires et celles accédant directement au tournoi final, c'est le classement des quarante-et-une sélections des moins de 20 ans de la CONCACAF en date du 1er juin 2019 qui est utilisé. Sept nations décident de ne pas participer à la compétition. Les équipes classées de la première à la seizième position sont directement qualifiées pour la phase de groupes du tournoi final tandis que les sélections classées à partir de la dix-septième place doivent passer par ces éliminatoires. Pour ces éliminatoires, les dix-huit équipes sont réparties dans quatre groupes (deux de cinq participants et deux de quatre), le premier de chaque poule accédant au tournoi final qu'il intègre directement au stade des huitièmes de finale.
| Entrée en compétition | Pays                       | Qualification (Classement) | Participations | Meilleur résultat                                                                             | Participation à la Coupe du monde -20 ans (dernière participation) | Participation aux Jeux olympiques (dernière participation) |
| --------------------- | -------------------------- | -------------------------- | -------------- | --------------------------------------------------------------------------------------------- | ------------------------------------------------------------------ | ---------------------------------------------------------- |
| Phase de groupes      | États-Unis                 | Premier                    | +25,           | Vainqueur (2) · 2017, 2018                                                                    | +16, (2019)                                                        | +14, (2008)                                                |
| Phase de groupes      | Mexique                    | Deuxième                   | +27,           | Vainqueur (13) · 1962, 1970, 1973, 1974, 1976, 1978, 1980, 1984, 1990, 1992, 2011, 2013, 2015 | +16, (2019)                                                        | +12, (2020)                                                |
| Phase de groupes      | Panama                     | Troisième                  | +12,           | Finaliste (1) · 2015                                                                          | +6, (2019)                                                         | +0,                                                        |
| Phase de groupes      | Honduras                   | Quatrième                  | +20,           | Vainqueur (2) · 1982, 1994                                                                    | +8, (2019)                                                         | +5, (2020)                                                 |
| Phase de groupes      | Costa Rica                 | Cinquième                  | +21,           | Vainqueur (2) · 1988, 2009                                                                    | +9, (2017)                                                         | +3, (2004)                                                 |
| Phase de groupes      | Salvador                   | Sixième                    | +18,           | Vainqueur (1) · 1964                                                                          | +1, (2013)                                                         | +1, (1968)                                                 |
| Phase de groupes      | Cuba                       | Septième                   | +14,           | Finaliste (2) · 1970, 1974                                                                    | +1, (2013)                                                         | +2, (1980)                                                 |
| Phase de groupes      | Haïti                      | Huitième                   | +10,           | Deuxième tour (1) 1978                                                                        | +0,                                                                | +0,                                                        |
| Phase de groupes      | Canada                     | Neuvième                   | +24,           | Vainqueur (2) · 1986, 1996                                                                    | +8, (2007)                                                         | +3, (1984)                                                 |
| Phase de groupes      | Trinité-et-Tobago          | Dixième                    | +21,           | Finaliste (1) · 1990                                                                          | +2, (2009)                                                         | +0,                                                        |
| Phase de groupes      | Guatemala                  | Onzième                    | +20,           | Finaliste (2) · 1962, 1973                                                                    | +1, (2011)                                                         | +3, (1988)                                                 |
| Phase de groupes      | Jamaïque                   | Douzième                   | +21,           | Troisième (1) · 1970                                                                          | +1, (2001)                                                         | +0,                                                        |
| Phase de groupes      | Antigua-et-Barbuda         | Treizième                  | +5,            | Premier tour (3) 1980, 1986, 2017                                                             | +0,                                                                | +0,                                                        |
| Phase de groupes      | Suriname                   | Quatorzième                | +7,            | Premier tour (6) 1976, 1980, 1986, 1990, 2011, 2018                                           | +0,                                                                | +0,                                                        |
| Phase de groupes      | Saint-Christophe-et-Niévès | Quinzième                  | +4,            | Premier tour (3) 2007, 2017, 2018                                                             | +0,                                                                | +0,                                                        |
| Phase de groupes      | Aruba                      | Seizième                   | +3,            | Premier tour (2) 2015, 2018                                                                   | +0,                                                                | +0,                                                        |
| Huitièmes de finale   | Curaçao                    | Vainqueur groupe A         | +14,           | Troisième (1) · 1962                                                                          | +0,                                                                | +1, (1952)                                                 |
| Huitièmes de finale   | République dominicaine     | Vainqueur groupe B         | +6,            | Deuxième tour (1) 1976                                                                        | +0,                                                                | +0,                                                        |
| Huitièmes de finale   | Porto Rico                 | Vainqueur groupe C         | +9,            | Premier tour (8) 1974, 1976, 1978, 1980, 1982, 1984, 2013, 2018                               | +0,                                                                | +0,                                                        |
| Huitièmes de finale   | Nicaragua                  | Vainqueur groupe D         | +10,           | Deuxième tour (1) 1976                                                                        | +0,                                                                | +0,                                                        |

## Compétition

### Tirage au sort
Le tirage au sort de la phase finale du championnat a lieu le 3 mars 2022 au siège de la CONCACAF à Miami, en Floride.
Les sélections sont réparties en quatre groupes de quatre équipes et pour ce tirage, quatre chapeaux sont mis en place, le placement des nations étant basé sur le classement de la CONCACAF des sélections des moins de 20 ans au 1er juin 2019.
| Chapeau 1             | Chapeau 2  | Chapeau 3         | Chapeau 4                  |
| --------------------- | ---------- | ----------------- | -------------------------- |
| États-Unis (Groupe E) | Costa Rica | Canada            | Antigua-et-Barbuda         |
| Mexique (Groupe F)    | Salvador   | Trinité-et-Tobago | Suriname                   |
| Panama (Groupe G)     | Cuba       | Guatemala         | Saint-Christophe-et-Niévès |
| Honduras (Groupe H)   | Haïti      | Jamaïque          | Aruba                      |

| Groupe E                   | Groupe F          | Groupe G  | Groupe H           |
| -------------------------- | ----------------- | --------- | ------------------ |
| États-Unis                 | Mexique           | Panama    | Honduras           |
| Cuba                       | Haïti             | Salvador  | Costa Rica         |
| Canada                     | Trinité-et-Tobago | Guatemala | Jamaïque           |
| Saint-Christophe-et-Niévès | Suriname          | Aruba     | Antigua-et-Barbuda |

### Règlement
Le règlement est celui de la CONCACAF relatif à cette compétition, des éliminatoires à la phase finale :
- une victoire compte pour 3 points ;
- un match nul compte pour 1 point ;
- une défaite compte pour 0 point.

Le classement des équipes est établi grâce aux critères suivants :
1. Plus grand nombre de points obtenus dans tous les matchs du groupe ;
2. Meilleure différence de buts dans tous les matchs du groupe ;
3. Plus grand nombre de buts marqués dans tous les matchs du groupe ;
4. Plus grand nombre de points obtenus entre les équipes à égalité ;
5. Meilleure différence de buts dans tous les matchs du groupe entre les équipes à égalité ;
6. Plus grand nombre de buts marqués dans tous les matchs du groupe entre les équipes à égalité ;
7. Classement du fair-play dans tous les matchs du groupe, en appliquant le barème suivant :
  - Un carton jaune compte pour -1 point ;
  - Un second carton jaune dans le même match pour un même joueur compte pour -3 points ;
  - Un carton rouge direct compte pour -4 points ;
8. Tirage au sort.

- Les trois premiers de chaque groupe sont qualifiés pour les huitièmes de finale où le premier et sont rejoints par les quatre sélections passées par les éliminatoires.
- Les demi-finalistes et finalistes sont qualifiés pour la Coupe du monde des moins de 20 ans 2023.
- Les finalistes sont qualifiés pour les Jeux olympiques 2024.

Toutes les rencontres sont jouées en UTC-6.